# Lago Liambezi
Il lago Liambezi è situato nella parte nord orientale della Namibia, nella regione dello Zambesi.
Con i suoi 100 chilometri quadrati era il più grande lago del paese fino alla sua completa disidratazione avvenuta nel 1985.
Dal 2004, grazie alla costruzioni di canali, l'acqua dei fiumi Cuando e Zambesi è tornata nel bacino originario  e dal 2009 in modo permanente, resistendo alle evaporazioni della stagione secca.
Nel 2011 è ritornata l'attività della pesca